# Shōō
Shōō (勝央町?) è una cittadina giapponese della prefettura di Okayama.